# Swanage

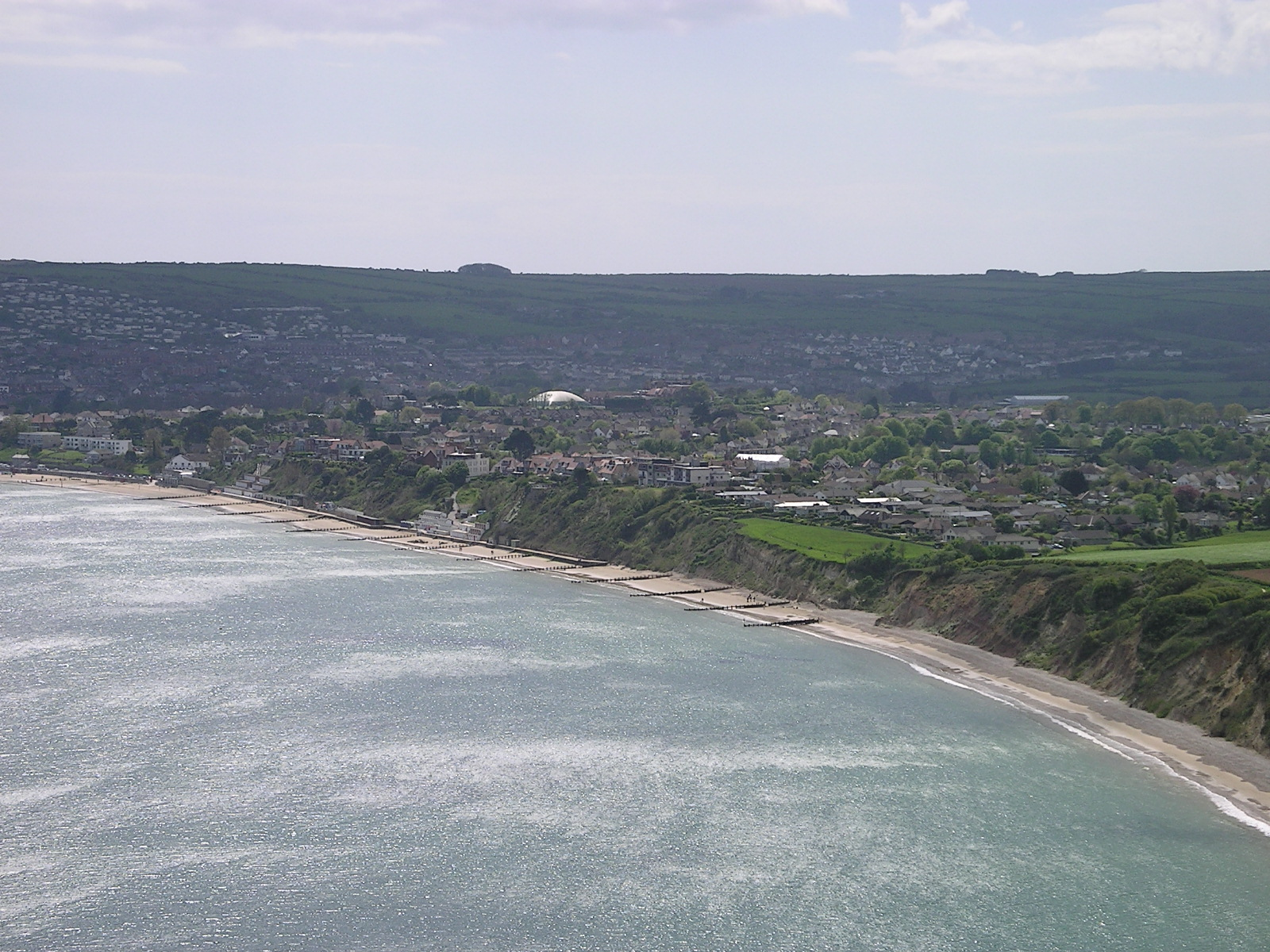
Vista de Swanage.

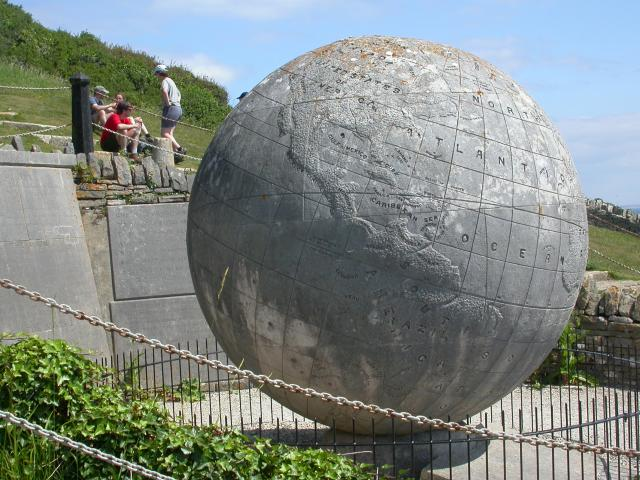
El globo terráqueo.

Swanage es una localidad ubicada en sureste de Dorset, Inglaterra. Se encuentra en el extremo oriental de la Isla de Purbeck, aproximadamente a 10 km al sur de Poole y 40 km al este de Dorchester. En 2001, tenía una población de 10.124 habitantes.
Fue un pequeño puerto y pueblo pesquero hasta la época victoriana, cuando se convirtió en un destino turístico. También tiene una larga historia en lo referente a la explotación minera en las canteras que se encuentran a lo largo de los acantilados al sur de Durlston; fue uno de los mayores productores de mármol de Purbeck. Hoy en día, el turismo es la principal industria. Existen muchos pubs en Swanage en las proximidades de la plaza local. 
Al sur del pueblo está un gran globo terráqueo edificado de piedra de Pórtland.